# Wayne Redlake

Wayne Redlake est une série de bande dessinée.
- Scénario : Thierry Cailleteau - Fred Duval
- Dessins : Fabrice Lamy
- Story board : Olivier Vatine
- Couleurs : Isabelle Rabarot

## Albums
- Tome 1 : 500 fusils (1995)

## Publication

### Éditeurs
- Delcourt (Collection Conquistador) : Tome 1 (première édition du tome 1).